# 피아 셸타
피아 셸타(Pia Tjelta, 1977년 9월 12일 ~ )는 노르웨이의 배우이다.

## 출연 작품
- 블라인드 스팟 (2018)
- 90분 (2012)
- 콜드 런치 (2008)
- 마르스 & 비너스 (2007)
- 내 인생의 여인 (2003)
- 몽골랜드 (2001)